# Geraldo Majella Agnelo
Geraldo Majella Agnelo (Juiz de Fora, Minas Gerais, 19 de octubre de 1933-Londrina, 26 de agosto de 2023) fue un cardenal brasileño. Nombrado cardenal en 2001 por el papa Juan Pablo II, fue arzobispo de Salvador de Bahía (1999-2011).

## Sacerdocio y formación
Ordenado como sacerdote en São Paulo el 29 de junio de 1957 por el arzobispo Mons. Antonio Maria Alves de Siqueira. Posteriormente estuvo trabajando en diversas instituciones brasileñas.
Licenciado en teología y filosofía por el Pontificio Ateneo San Anselmo de Roma, donde entre los años 1967 y 1970 obtuvo el Doctorado con énfasis en liturgia. Tras su periodo de formación universitaria en Italia, regresa ha Brasil donde es nombrado Decano de la Facultad de Teología de São Paulo.

## Carrera episcopal

### Obispo
El 5 de febrero de 1978, el papa Pablo VI, lo nombró Obispo de la Diócesis de Toledo (en el Estado de Paraná, Brasil), donde sucedió al anterior obispo Armando Círio, y recibiendo la consagración episcopal el 6 de agosto de este mismo año, a manos del cardenal Paulo Evaristo Arns.

### Arzobispo
Cuatro años más tarde, el papa Juan Pablo II lo nombró como nuevo arzobispo de la Archidiócesis de Londrina el 4 de octubre de 1982, sucediendo al anterior arzobispo Geraldo Fernandes Bijos, hasta que el 16 de septiembre de 1991 tuvo que dejar la archidiócesis y ser sustituido por Albano Bortoletto Cavallin, debido a que fue llamado a la Curia Romana para ser el Secretario de la Congregación para el Culto Divino y la Disciplina de los Sacramentos.
En 1999 regresó de la Santa Sede hasta Brasil, donde fue nombrado Arzobispo de la Arquidiócesis de San Salvador el 13 de enero, donde sustituyó al anterior arzobispo Lucas Moreira Neves, y Geraldo Majella pasó a ser llamado (Primado de Brasil).
También, fue nombrado Presidente de la Conferencia de Obispos Nacional de Brasil (CONB), entre los años 2003 y 2007.

### Cardenal
Tras el Consistorio del 21 de febrero de 2001, fue relevado cardenal por el papa Juan Pablo II, con el título en la diaconia de Cardenal presbítero deSan Gregorio Magno en Magliana Nuevo.
Entró en la Curia Romana, siendo miembro del Pontificio Consejo para la Pastoral de los Emigrantes e Itinerantes y de la Pontificia Comisión para los Bienes Culturales de la Iglesia.
Cuando el papa Juan Pablo II falleció, fue unos de los 117 cardenales electores del Cónclave de 2005 celebrado en abril de 2005, donde fue uno de los candidatos elegibles o más conocidos como papables, pero finalmente el nuevo sumo pontífice fue el cardenal Joseph Ratzinger (Benedicto XVI) que también era uno de los papables.
El 12 de enero de 2011 el papa Benedicto XVI, aceptó la renuncia de Geraldo Majella de Arzobispo de San Salvador de Bahía, por motivos de edad, teniendo que ser sucedido por el nuevo arzobispo Mons. Murilo Sebastião Ramos Krieger.
Tras la Renuncia del papa Benedicto XVI al pontificado de la Iglesia Católica el 28 de febrero de 2013, Geraldo Majella fue uno de los cardenales electores en el Cónclave de 2013 que se celebró el 12 de marzo, y en el que se eligió al nuevo sumo pontífice de la Iglesia católica.